# 奥尔尼亚克
奥尔尼亚克（法語：Orniac，法語發音：[ɔʁnjak]）是法国洛特省的一个市镇，属于卡奥尔区。

## 地理
奥尔尼亚克（44°32'42"N, 1°40'3"E）面积16.79 平方千米，位于法国奧克西塔尼大區洛特省，该省份为法国西南部内陆省份，北起顺时针与科雷兹省、康塔爾省、阿韦龙省、塔恩-加龙省、洛特-加龍省和多尔多涅省接壤。
与奥尔尼亚克接壤的市镇（或旧市镇、城区）包括：布拉尔、卡布勒雷、朗蒂亚克迪科斯、塞莱河畔索利亚克、塞纳亚克洛泽斯。

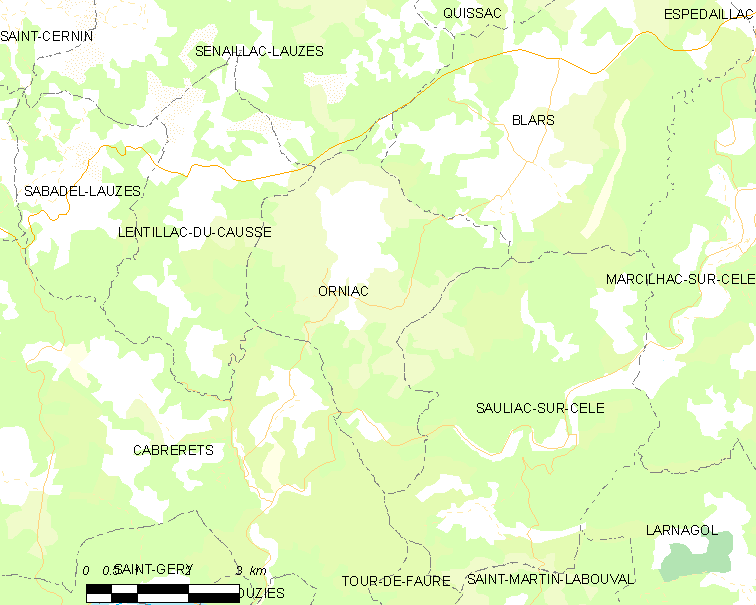
奥尔尼亚克的OSM定位图

奥尔尼亚克的时区为UTC+01:00、UTC+02:00（夏令时）。

## 行政
奥尔尼亚克的邮政编码为46330，INSEE市镇编码为46212。

## 政治
奥尔尼亚克所属的省级选区为科斯与谷地县。

## 人口

1962-2008年间奥尔尼亚克人口变化图示

奥尔尼亚克于2022年1月1日时的人口数量为72人。